# 309 Фратернітас
309 Фратернітас (309 Fraternitas) — астероїд головного поясу, відкритий 6 квітня 1891 року Йоганном Палізою у Відні.